# Nieuw-Caledonische reuzengekko
De Nieuw-Caledonische reuzengekko, ook wel Caledonische reuzengekko (Rhacodactylus leachianus) is een hagedis die behoort tot de gekko's en de familie Diplodactylidae.

## Naam en indeling
De wetenschappelijke naam van de soort werd voor het eerst voorgesteld door Georges Cuvier in 1829. Oorspronkelijk werd de naam Ascalabotes leachianus gebruikt. De hagedis werd eerder aan andere geslachten toegekend, zoals Lomatodactylus, Gecko en Platydactylus. De soortaanduiding leachianus is een eerbetoon aan Engelse zoöloog William Elford Leach (1790 – 1836).

### Ondersoorten
Er worden twee ondersoorten erkend, waarvan Rhacodactylus leachianus leachianus de meest bekende is. Van de derde ondersoort Rhacodactylus leachianus henkeli wordt betwijfeld of het wel een aparte ondersoort is. Het enige bekende exemplaar van de voormalige ondersoort Rhacodactylus leachianus aubrianus is verloren gegaan. De ondersoorten zijn onderstaand weergegeven, met de auteur en het verspreidingsgebied.
| Naam                             | Auteur             | Verspreidingsgebied                 |
| -------------------------------- | ------------------ | ----------------------------------- |
| Rhacodactylus leachianus henkeli | Seipp & Obst, 1994 | Île des Pins                        |
| Rhacodactylus leachianus         | Cuvier, 1829       | De rest van het verspreidingsgebied |

## Uiterlijke kenmerken
De totale lichaamslengte inclusief de staart bedraagt 30 tot 35 centimeter. Aan de uiteinden van de vingers en tenen bevinden zich hechtlamellen. De staart is verhoudingsgewijs erg breed en kort. Aan de bovenzijde van de staart zijn de schubben in ringen gelegen, de staartbasis heeft een duidelijke huidplooi. Aan de staartpunt zijn twee rijen hechtlamellen aanwezig, net als onder de poten. Hierdoor kan de staart worden gebruikt om zich vast te kleven een bomen. Als de staart verloren gaat groeit deze weer aan maar de in ringen gelegen schubben en de hechtorgaantjes worden niet ontwikkeld. De huid is bedekt met kleine, korrelige schubben die een fluweelachtig aandoen. De lichaamskleur is bruin met witte vlekken. De gekko heeft een relatief grote kop, grote ogen en sterke kaken.

## Levenswijze

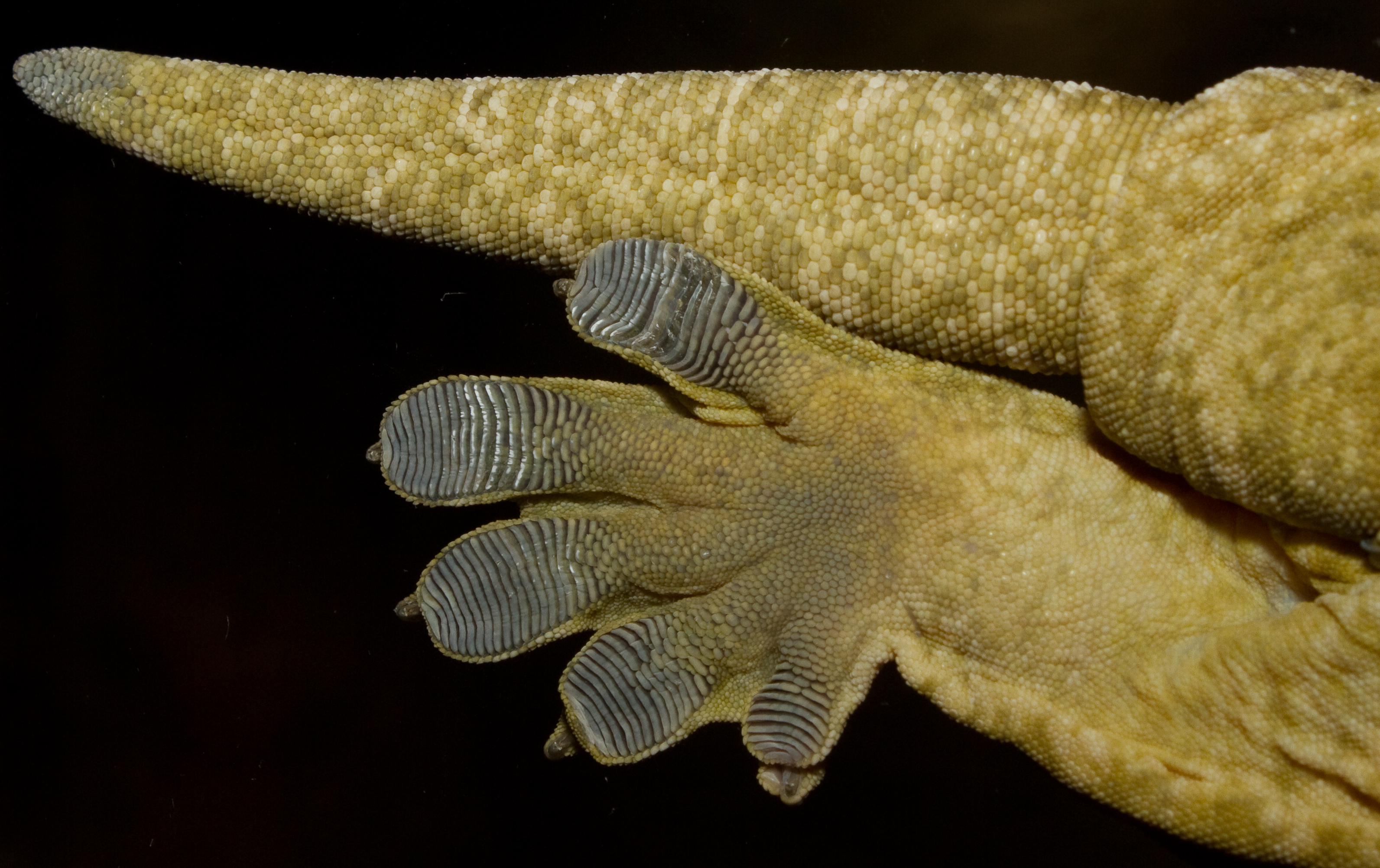
Hechtlamellen aan de onderzijde van de poten.

Het voedsel van deze in bomen levende dieren bestaat uit insecten en kleine gewervelden, maar ook vruchten staan op het menu. Ze komen zelden op de grond. Deze dieren vormen familiegroepjes, die bestaan uit een mannetje, een of meer vrouwtje(s) en hun nageslacht. De eieren worden in holtes afgezet achter losse boomschors.

## Verspreiding en habitat
De Nieuw-Caledonische reuzengekko komt endemisch voor in Nieuw-Caledonië. De habitat bestaat uit vochtige tropische en subtropische bossen, zowel in laaglanden als in bergstreken. De soort is aangetroffen op een hoogte van ongeveer 500 tot 1100 meter boven zeeniveau.

## Beschermingsstatus
Door de internationale natuurbeschermingsorganisatie IUCN is de beschermingsstatus 'veilig' toegewezen (Least Concern of LC).